# حاجي مستان
مستان ميرزا (1 مارس 1926 - 25 يونيو 1994) المعروف شعبياً باسم حاجي مستان ، واحدًا من ثلاثة أشهر من زعماء عصابات المافيا في مومباي لأكثر من عقدين من الستينيات إلى أوائل الثمانينيات ، والآخران هما كريم لالا وفاراداراجان موداليار.